# 穀物

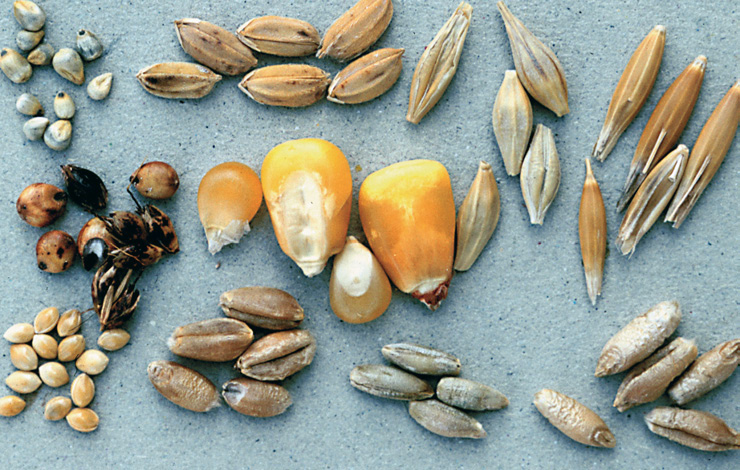
穀物の粒: (上) トウジンビエ、米、大麦
（中） モロコシ、トウモロコシ、オーツ麦
（下） キビ、小麦、ライ麦、ライ小麦

穀物（こくもつ、英: cerealsあるいはgrain）は、植物から得られる食材の総称の一つで、澱粉質を主体とする種子を食用とするもの。狭義にはイネ科作物の種子（米や麦やトウモロコシなど）のみを指し、広義にはこれにマメ科作物の種子（豆）や他科の作物の種子を含む。

## 概要
イネ科作物の種子を禾穀類（かこくるい、Cereals、シリアル）といい、マメ科作物の種子を菽穀類（しゅこくるい、Pulses）という。広義の穀物のうち、禾穀類の種子（単子葉植物であるイネ科作物の種子）と似ていることから穀物として利用される双子葉植物の種子をまとめて擬禾穀類あるいは擬穀類（疑似穀類、Pseudocereals）と呼ぶ。擬穀類には、ソバ（タデ科）、アマランサス（ヒユ科）、キヌア（キノア、アカザ科）などが含まれる。
国連食糧農業機関では禾穀類に擬穀類を加えシリアルとまとめている。豆は別集計、大豆はさらに油糧作物として集計している。
生産量ではトウモロコシ、小麦、米が突出しており、これら3種は世界三大穀物と呼ばれている。
穀物が含む栄養素は主に炭水化物である。タンパク質や脂肪も含まれるものの穀物の摂取だけでは不足しがちなため、多くの文化圏において穀物はタンパク質を補うための豆類とセットで栽培され、消費されてきた。たとえば、アジア地域における「米と豆」、中近東における「小麦と豆」、アメリカ州における「トウモロコシと豆」の組み合わせである。
- トウモロコシ（ハンガリーで撮影）
- フランスの小麦畑
- イネの穂
- 様々な豆類（カトマンズにて）

## 歴史

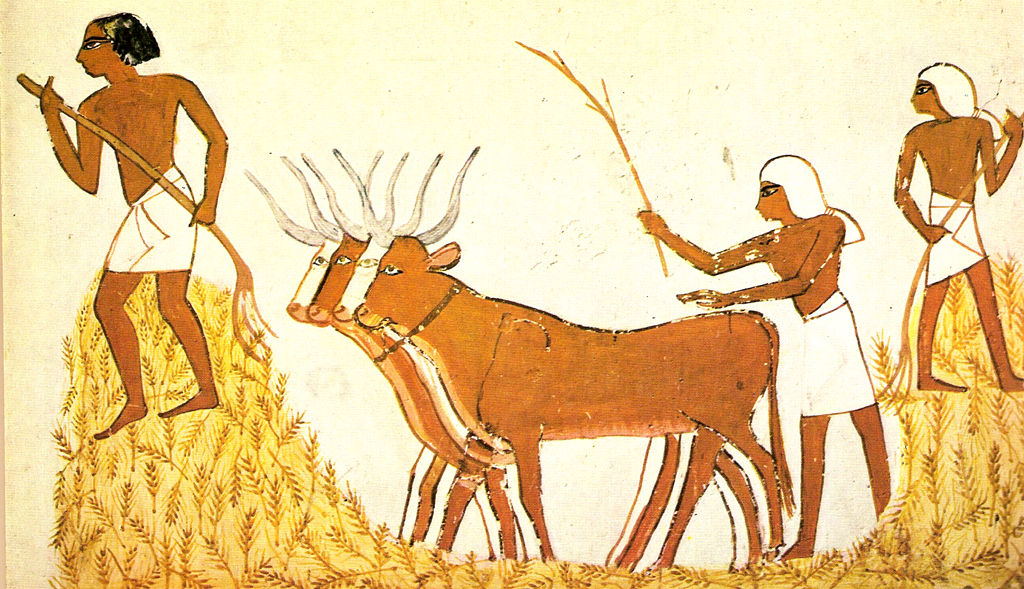
古代エジプトで描かれた小麦の収穫

現代において世界で栽培される穀物は、ほぼ7地域（近東、アフリカ（サヘル地帯及びエチオピア高原）、中央アジア、中国雲南省～東南アジア～インド北部、中国北部、中央アメリカ、南米のアンデス山脈）を起源としている。これらの地域は農耕文明の発祥地と重なっている。

### 栽培化
近東地域（中近東）は穀物の栽培化が世界で最も早かった地域であり、コムギ、オオムギ、ライムギ、エンバクといった世界でも重要な地位を占める穀物が栽培化された地域である。アフリカのサヘルからエチオピア高原にかけては、世界に広まったモロコシをはじめ、シコクビエやトウジンビエ、フォニオやテフなどが栽培化された。中央アジアではソラマメ、ヒヨコマメ、レンズマメが栽培化され、中国雲南省～東南アジア～インド北部においてはイネを筆頭としてソバやハトムギが、中国北部においてはキビ、ヒエ、ダイズ、アズキが栽培化された。中央アメリカにおいてはトウモロコシが栽培化された。南アメリカ・アンデスにおいては、アマランサスやキノアの栽培化が行われた。
穀物を人類が積極的に利用するようになった理由としては、食用とする果実の部分が殻に囲まれていてほかの動物が利用しにくく、かつ人類がその殻を外して食用部分を利用することが可能だったこと、さらに保存性に優れ貯蔵が容易だったことが原因とされる。
栽培化される前は、穀物の多くは播種のために熟すると種子が穂から脱落する性質（脱粒性）を持っていた。人類が野生の穀物を利用し始めた際には逆にそれを利用し、穂の下に容器を置いて穂をゆすり身を振るい落としたり、種子がまだ固定している未熟なうちに刈り取ったりするなどの手段を取っていた。しかしこうした方法には限界があり、やがて人類は穂が熟しても種子の脱落しない個体を選抜して栽培するようになり、穀物は非脱粒性を獲得していった。このほかにも可食部分の肥大化など、選抜によってより利用しやすい形へと植物自体の性質が変化していった。
野生の穀物の粒は小さく、収穫しにくく、さらに加工しなければ消化もしにくいため、広く穀物を利用するようになるには石器の登場が必要であった。石を原料とした器は旧石器時代のうち、4万年から1万2千年ほど前の間に出現したが、定期的な穀物の収穫は1万2千年前のナトゥフ文化にみられる。ナトゥフ文化では野生の小麦、大麦、ライ麦を収穫し、ヤンガードリアス期に畑を作り穀物を蔵に保管するようになると、穀物を守るようにして野生の猫もそこに集まるネズミを狙った。
なお穀物の栽培化においては、もともと栽培化されていた穀物とは別に、それらの穀物の栽培の過程において畑に紛れ込んだ雑草が、本来の穀物に紛れて、または押しのけて成長する中で穀物として栽培されるようになっていったものがある。これらは二次作物と呼ばれ、コムギの栽培過程で作物化していったライムギやエンバクなどがあてはまる。
栽培化後も、農法の進歩は続いていた。たとえば上記のとおり穀物が非脱落性を獲得したばかりの場合、穀物の成熟度はその穂ごとに異なるため、熟した穂を選んで収穫する穂刈りが行われていた。しかしやがて農法の進歩によって同じ農地の穀物の成熟度をほぼ同じに調整することが可能となると、穂ではなく茎を根元から収穫する根刈りが主流となっていった。
栽培化された穀物はやがて起源地から広がっていくが、この過程において、コムギ、イネ、トウモロコシの三種の穀物が突出して栽培されるようになっていった。コムギは栽培化当初は加工のしやすいオオムギに比べ二義的な穀物だったと考えられているが、やがて粥ではなくパンを製造するようになると、グルテンを持つコムギは他の穀物のパンよりはるかに美味なパンを作ることができ、また加工の幅もほかの穀物とは比べ物にならないくらい広がったため、旧大陸のパン食文化圏においてはほぼどこでもコムギが第一の穀物とされるようになっていった。また穀物にはそれぞれ生育に適切な温度と湿度があり、高温多湿の地域ではイネ、やや乾燥した地域では高温地域でトウモロコシ、低温地域ではコムギが広く栽培された。これら三大穀物の栽培できない地域では、トウモロコシ適地より高温乾燥した地域ではモロコシが、それよりさらに乾燥した穀物栽培の限界に近い地域ではトウジンビエが主に栽培され、またコムギ適地より低温乾燥した地域ではライムギ栽培が選択された。
穀物は多くの国家において食糧生産の根幹であり、そのため栽培化以降も各地で品種改良の努力が続けられてきた。19世紀以降には農法の改善によって農業革命が起き、またこの頃から科学的な品種改良の理論が確立して各地で近代的な育種が行われるようになり、穀物の収量は激増した。特に20世紀後半に入ると、肥料の多用に耐えられる穀物品種の開発などによっていわゆる緑の革命が起き、穀物の反収は激増して世界人口の急増を支えることに成功した。

### 精製加工

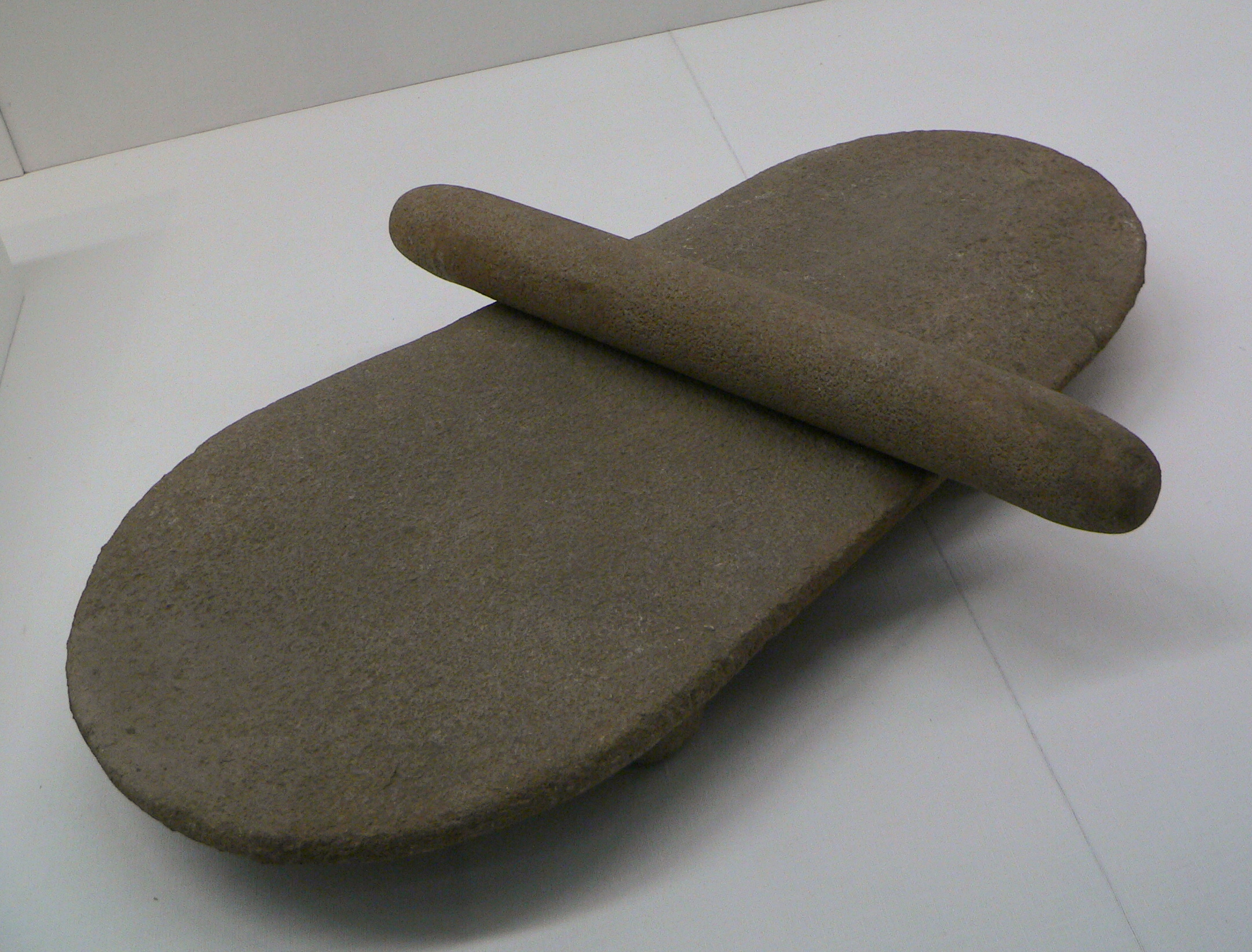
サドルカーンと呼ばれる石で作られた臼

工業革命以前は小麦粉などを粉にするには石臼が使われ、手で選別処理をしなければふすま（表皮）や胚芽を完全に除去することは不可能であった。19世紀後半には、そうした処理が自動化され高度に精製された穀物が広く消費されるようになった。しかし工業の発達は穀物の精製技術を向上させる一方で、食物繊維、ビタミンやミネラルを損失させることで摂取量を減少させており、健康に影響を及ぼしていることが考えられる。
1970年代後半には、クロマトグラフィー果糖濃縮技術の出現で異性化糖（高果糖コーンシロップ、HFCS）の大量生産を可能とした。

## 生産
国連食糧農業機関（FAO）の穀物の世界需給予測によると、2021年度の生産量は30億0663万トンと初めて30億トン台に乗り、貿易量は5億7959万トン、13.6億トンが食用、9.9億トンが飼料であった。以下に1961年（FAO統計が利用可能な最初の年）以降の穀物生産量とその推移を示す。2003年にはトウモロコシ、コメ、コムギの3大穀物で世界の穀物生産の87％、世界の食物カロリーの43％を占めていた。緑の革命の影響を受けた3大穀物の生産量が爆発的に増加しているのに対し、ライムギとエンバクの生産量は1960年代に比べて大幅に減少している。
- 世界のトウモロコシ生産量
- 世界の米生産量
- 世界の小麦生産量

|                | 1961   | 1981   | 2001   | 2020     | 2021     | 2001年比 | 備考                                   |
| -------------- | ------ | ------ | ------ | -------- | -------- | -------- | -------------------------------------- |
| トウモロコシ   | 205.03 | 446.77 | 615.14 | 1,163.00 | 1,210.24 | 1.97     | 総生産の58%飼料、食用13%               |
| 米             | 215.65 | 410.08 | 600.25 | 769.23   | 787.29   | 1.31     | 大半81%食用                            |
| 小麦           | 222.36 | 449.63 | 588.24 | 756.95   | 770.88   | 1.31     | 68%が食用、飼料16%                     |
| オオムギ       | 72.41  | 149.60 | 140.59 | 157.71   | 145.62   | 1.04     | 58%が飼料、加工19%(麦酒など)           |
| モロコシ       | 40.93  | 73.28  | 59.79  | 58.92    | 61.36    | 1.03     | 50%が食用、飼料34%                     |
| キビ亜科       | 25.71  | 26.96  | 28.90  | 30.83    | 30.09    | 1.04     | 77%が食用、飼料12%                     |
| エンバク       | 49.59  | 40.29  | 26.94  | 25.32    | 22.57    | 0.84     | 58%飼料、食用24%                       |
| ライコムギ     | 0.00   | 0.10   | 10.83  | 15.34    | 14.85    | 1.37     |                                        |
| ライムギ       | 35.11  | 24.85  | 23.38  | 15.04    | 13.22    | 0.57     |                                        |
| ソバ           | 2.48   | 3.40   | 2.59   | 1.81     | 1.88     | 0.72     |                                        |
| フォニオ       | 0.18   | 0.17   | 0.31   | 0.66     | 0.66     | 2.13     |                                        |
| カナリーシード | 0.06   | 0.09   | 0.15   | 0.26     | 0.22     | 1.45     |                                        |
| キノア         | 0.03   | 0.03   | 0.05   | 0.18     | 0.15     | 3.20     |                                        |
| その他         | 1.35   | 1.56   | 2.49   | 8.34     | 8.36     | 3.35     |                                        |
| 複合           | 5.98   | 5.58   | 5.18   | 3.07     | 3.26     | 0.63     |                                        |
|                |        |        |        |          |          |          |                                        |
| 大豆           | 26.88  | 88.53  | 177.02 | 355.37   | 371.69   | 2.10     | 88%が脱脂/搾油加工、飼料9.5%、食用3.4% |

雑穀とみなされる穀物は全般に需要が低調であり、換金性もそれに伴って低いために栽培が減少する傾向が目立つが、雑穀のなかでも例えばエチオピア高原におけるテフのように地元のアムハラ人などによって強く嗜好され、主食の座を保っている穀物も存在する。このためテフの換金性は高く高価で取引されている。
穀物は世界の人口のかなりを支えており、その生産様式は多岐にわたる。東アジアから東南アジア、南アジアにかけては集約型の穀物生産が行われ、ヨーロッパにおいては年単位で耕地を移動させ輪作を行い、地力の消耗を防ぎながら食用となる穀物と飼料作物を栽培する混合農業が主流である。こうした土地生産性の高い諸国に対し、アメリカのグレートプレーンズやオーストラリア、アルゼンチンのパンパなどでは、広大な土地で穀物を大規模に栽培する企業的穀物農業が行われている。こうした企業的穀物農業においては土地生産性が低く、例えばコムギにおいてはアメリカでは290㎏、オーストラリアでは190㎏と反収が低くなっているかわりに、少ない労働力で大規模に生産できるために労働生産性が非常に高くなっていることが特徴である。またこうしたことから、穀物の反収は先進国と発展途上国の間には必ずしも明確な差はなく、また穀物の種類によっても大きく左右される。例えばコムギの反収においてはもっとも高いのは西ヨーロッパ諸国であるが、ナイル川沿いの肥沃な土地を擁するエジプトや、ロバート・ムガベ政権によって穀物生産が崩壊する以前のジンバブエなどもそれに劣らない反収を誇っていた。また、日本においてはコメの反収は世界最高レベルにあるが、コムギの反収は384㎏と世界中位レベルであり、労働集約型農業としては低いレベルにとどまっている。
農業革命や緑の革命によって品種改良や農法の改善が進んだコメ、コムギ、トウモロコシの三大穀物の収量は激増したが、雑穀などはそれらが進んでおらず、収量も低いレベルにとどまっているものがほとんどである。また、品種改良の進んだ穀物においても、たとえばトウモロコシやソルガムのように世界中で需要の多い飼料用としての改良は大幅に進んだものの、主食用としての改良が進んでいない穀物もあり、これらの穀物を飼料用として栽培するアメリカなどの企業的穀物農業の諸国と、アフリカや中南米などの自給用としてトウモロコシやソルガムの生産を行う諸国との反収の差の一因となっている。
穀物農業は、一年生植物である小麦栽培による表土流出など自然環境に負荷をかける面もあり、アメリカ合衆国のランド研究所が小麦代替穀物として開発した多年草「カーンザ」のように、品種改良で新たに作出される穀物もある。
穀物は、人類の多種ある主食のひとつとして使われてもいるが、実際には人類全体に穀物は届いておらず、世界で生産される穀物の3分の1は主に食肉用の家畜の餌として使われている。
穀物は必需品であり、古くから重要な交易品の一つだった。現代においても穀物交易の重要性は変わらず、北アメリカ・南アメリカ・オーストラリアなどから大量の穀物が輸出され、世界各国に販売されている。なかでも世界最大の穀物輸出国はアメリカであり、主にコムギやトウモロコシの輸出を行っている。逆に穀物輸入額が多いのは、日本をはじめとする東アジア諸国や、アフリカ諸国である。この穀物流通においては、カーギルやアーチャー・ダニエルズ・ミッドランドといった穀物メジャーと呼ばれる商社群が大きな割合を占めている。
穀物の国際価格は変動しやすく、経済や人々の生活にに大きな影響をもたらす。2007年から2008年にかけては飼料用需要の増加や人口増加、穀物在庫の減少、バイオエタノール需要の増加、そして当年の主要産地での不作によって穀物価格が暴騰し、2007年-2008年の世界食料価格危機が発生して、特に発展途上国において都市部貧困層の生活水準悪化と、それにともなう暴動を引き起こした。

## 用途
穀物は、その種類によって用途の割合が異なっている。（生産量1位の）トウモロコシは、6割が飼料用で、4割が食用である。（生産量2位の）小麦は8割が食用で、2割が飼料用である。（生産量3位の）コメはほぼ全量が食用として使われる。

### 食用
穀物は、主にエネルギー源となる炭水化物を供給するための主食の材料として用いられており、イモ類などの根菜類やバナナなどを主食とする地域を除く、世界中の大半の地域において食糧の中心部分を占めている。一日のカロリー摂取量に占める穀物の割合は発展途上国におけるほど高くなり、低所得国では70％を超えることすら珍しくない。経済が成長するにつれて食生活が多様化し、脂質や肉類の消費が増加することで穀物の食卓に占める割合も低下していったが、もっとも食卓に穀類の占める割合の少ない北アメリカや西ヨーロッパでも一日のカロリー摂取量の20％程度は穀物から供給されている。
穀物は、脱稃をして外皮を取り除かないと食べることができない。脱稃をしたあと、通常は果皮、種皮、胚、胚乳表層部といった糠やふすま部分を取り除く精白を行う。また、精白しない全粒穀物を食べることもある。全粒穀物の例としては、玄米やオートミール、全粒粉の加工品などが挙げられる。精白する場合と比べてビタミンやミネラル、食物繊維が豊富に含まれているため、健康に良いとされる。精白の際に取り除かれた糠やふすまは通常食用とせず、飼料など様々な形で直接の食用以外に使用されることが多い。
穀物を製粉した場合は、たいていは次に何らかの形で粉をまとめ成形してから食べることになる。ほとんどは、まず水を加えて練り上げ、必要に応じ塩などを混ぜて生地を作る。この生地をそのまま、あるいは発酵させて火を通したものがパンである。パンはコムギから作るものがもっとも一般的であるが、トウモロコシやライムギなどから作られるパンも根強い人気がある。また、この生地を細長く切って成形したものを麺と呼び、これも世界中で広く食される。麺もやはりコムギから作るものが最も一般的であるが、コムギの出来ない東南アジアにおいては麺はコメから作られるものが多い。また日本ではソバを麺にして食べるが、ソバ単体の場合麺状にした場合ちぎれやすくなるため、つなぎとしてコムギを使用することも多い。ただし麺は作るのに手間がかかるため、近代において製麺機が実用化されるまではどの文化圏においてもかなりのごちそうとされていた。こうした伝統的な調理法のほか、19世紀後半に穀物をローラーで圧搾しフレーク状にする技術が開発されたため、これ以後、穀物を加熱加工して長期保存に適するようにした、いわゆるシリアル食品が開発され、朝食を中心に広く利用されている。
また、多めの水で穀物を煮た粥も調理が簡単であり、古くから広く世界で利用されてきた穀物調理法である。粥はそのまま煮るだけなので粒食もできるが、アフリカのウガリのように一度粉にしたものを粥にして食することもある。この場合、水分が多ければ普通の粥となるが、水分が少なければ粥というより粘りの強いペースト状の固体となる。
一部の穀物には、アミロースを含む粳（うるち）性のものと、アミロースを全く、あるいはほとんど含まない糯（もち）性のものの二つに分かれているものがある。本来、穀物は粳性であり、糯性のものはそこから変異して誕生したため、なかには糯性の品種が存在しない穀物も存在する。また、糯性はうるち性に比べて劣性遺伝であるうえ交雑しやすいため、自然状態では存続が難しく、糯性を好む人々が品種維持の努力を継続して初めて品種として継続するものである。糯性品種が存在するものとしては、コメ（もち米）を筆頭に、トウモロコシ、オオムギ（もち麦）、アワ（もち粟）、キビ、モロコシ、アマランサスなどがある。糯性の穀物は調理すると粘性が高くなるため、これを利用して、蒸したもち米をついて作る餅のような様々な食品が生み出された。
また、トウモロコシやソルガムなど一部の穀物には、火を通すと大きくはじける爆裂種（ポップ種）が存在し、ポップコーンなどに加工される。

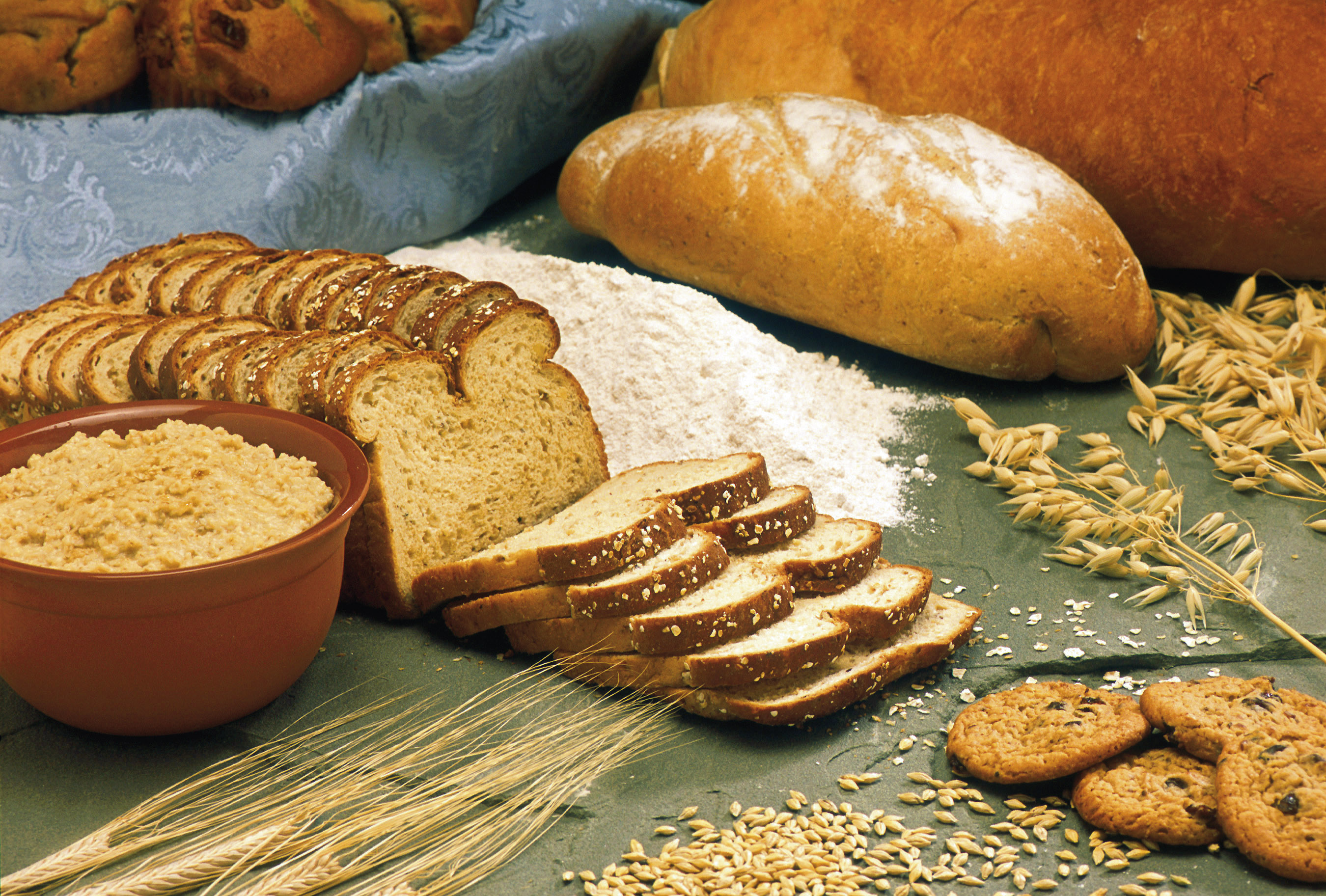
パン
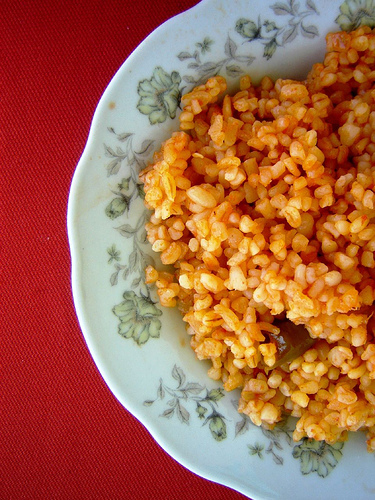
ブルグル。コムギの挽き割り（1/2程度などに割ったもの）。レバノン、パレスチナ、シリア、トルコなどでは主食。
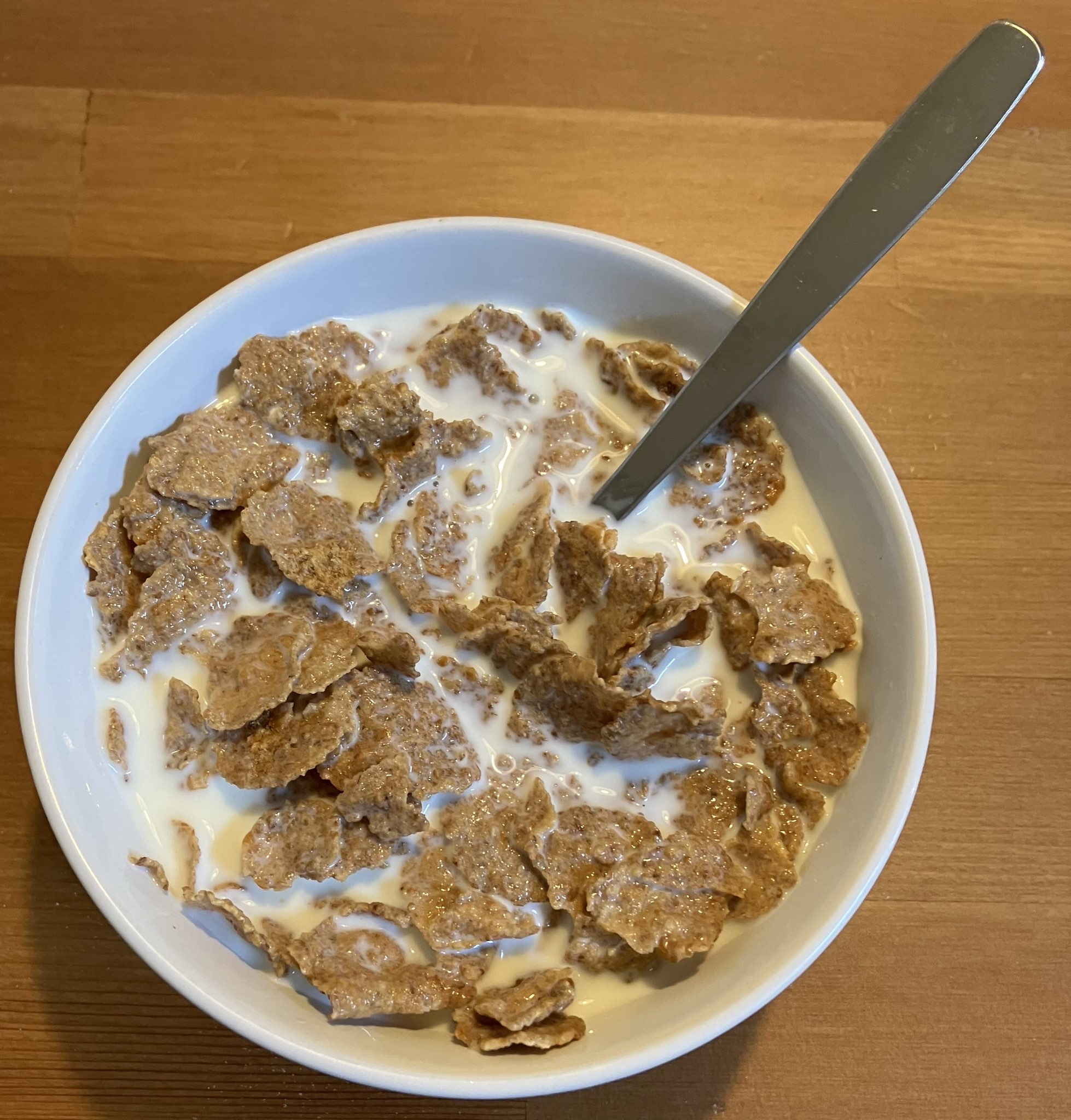
朝食のシリアル類。
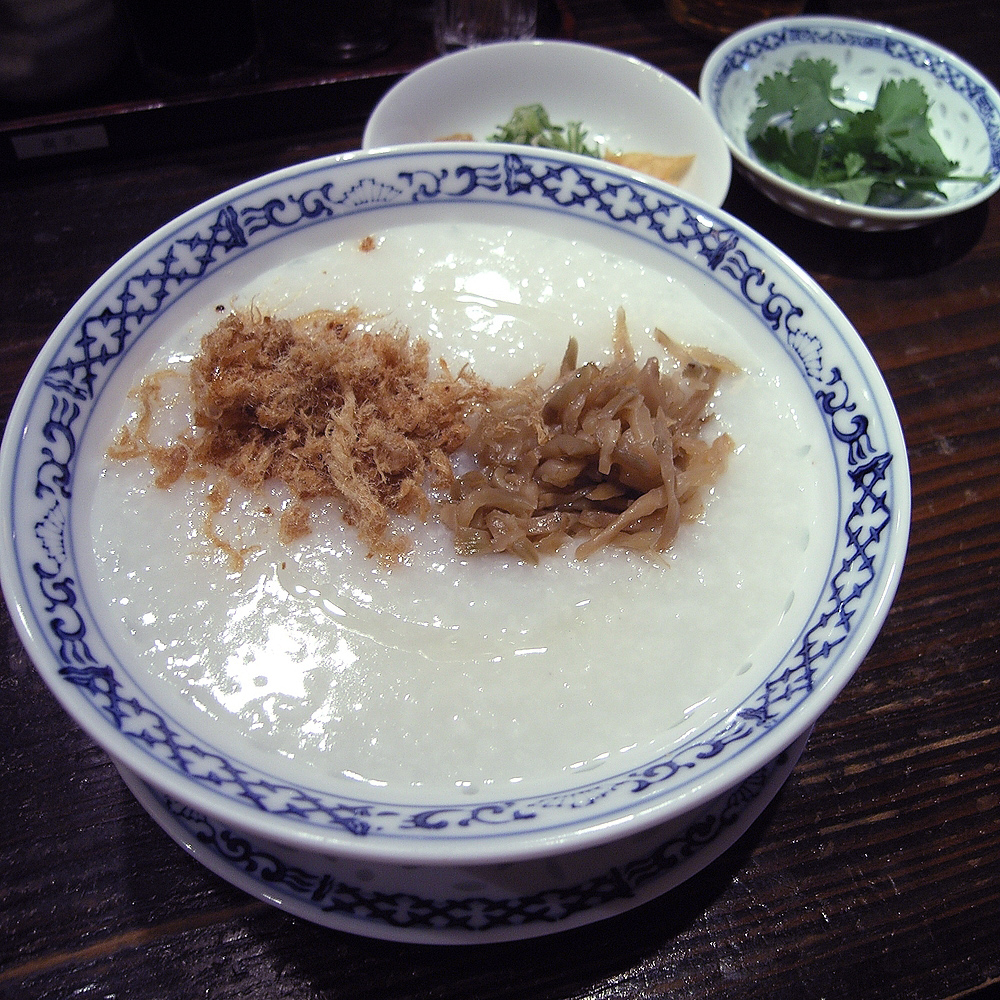
中国の粥。
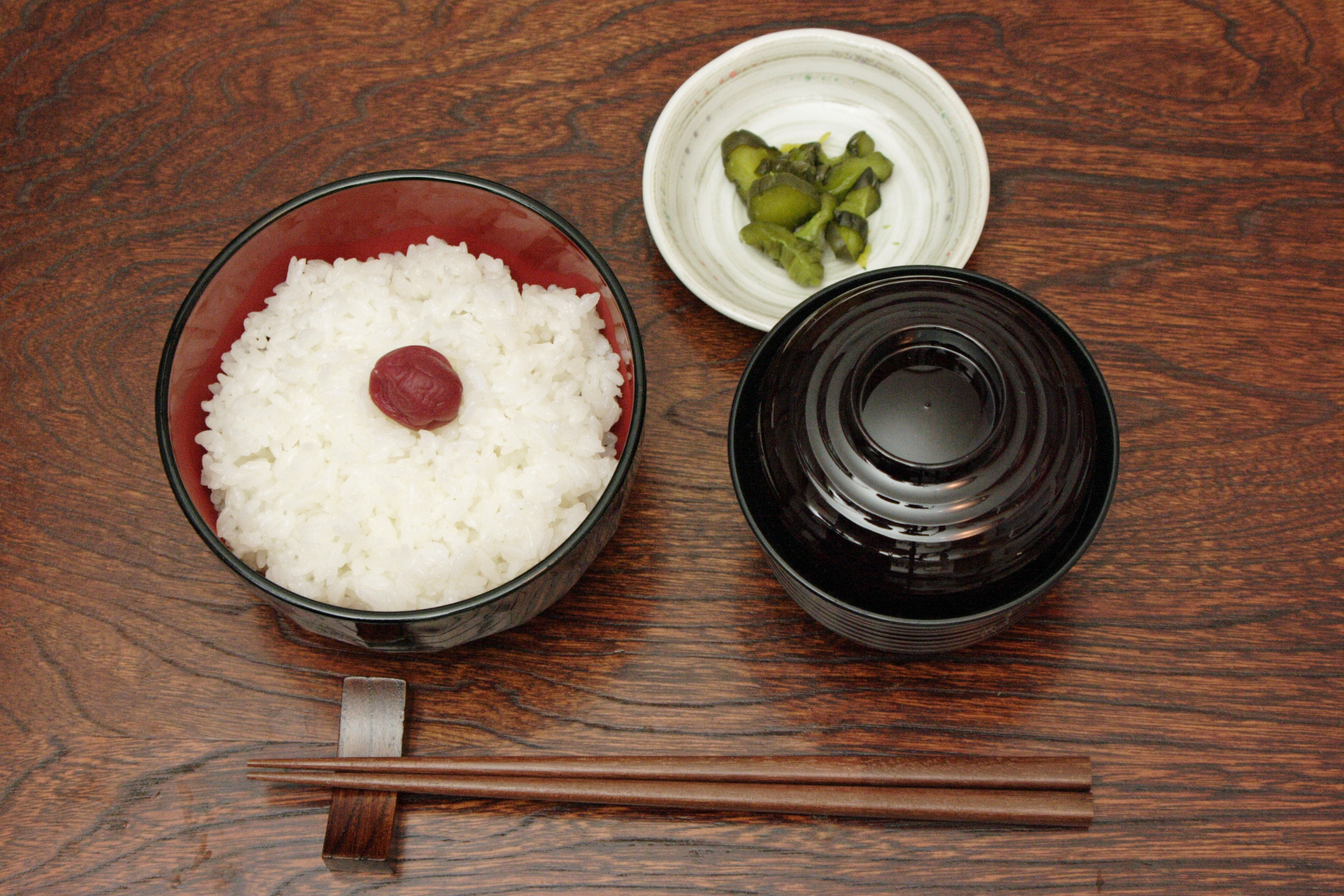
日本の米飯。
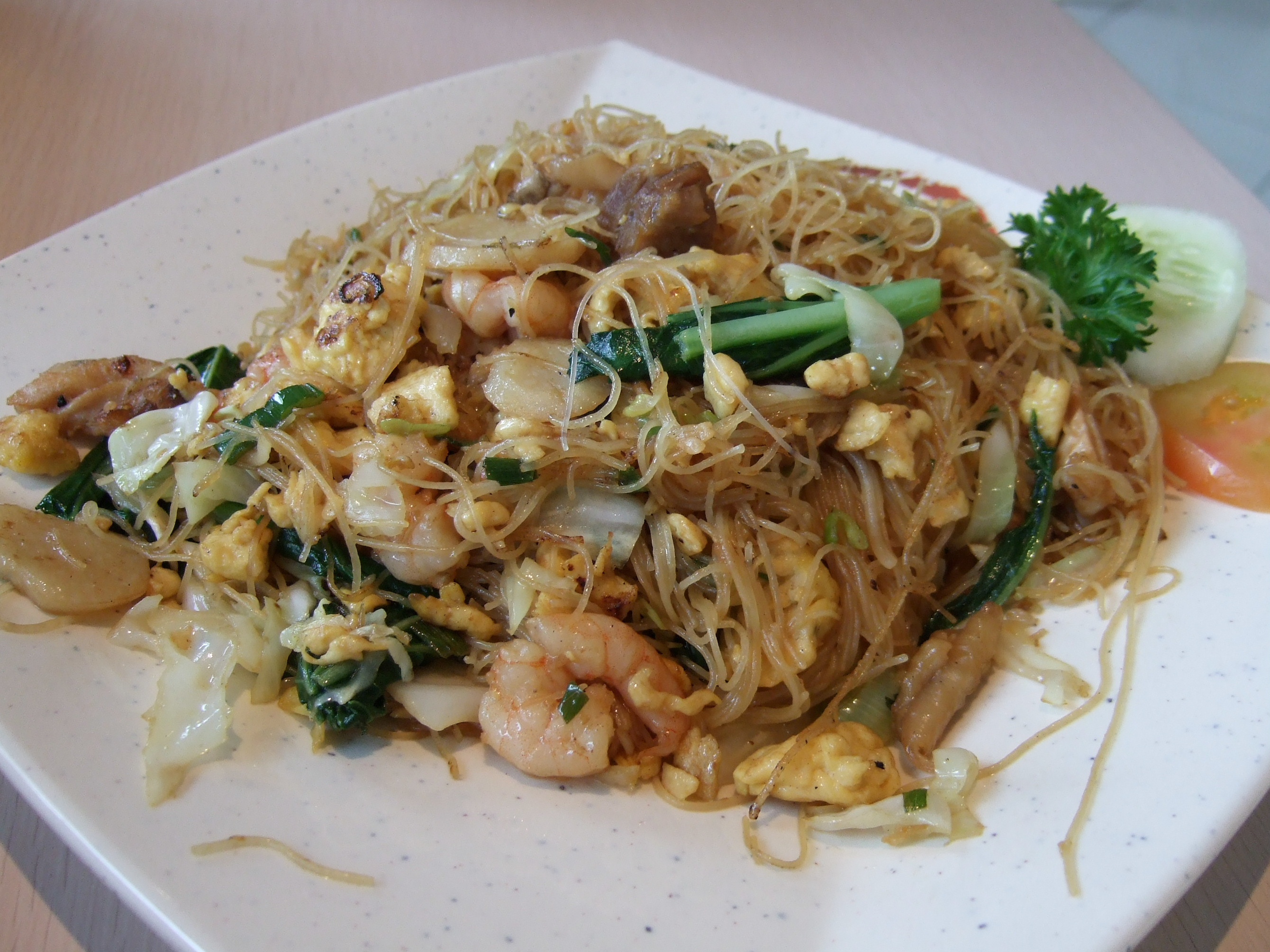
ビーフン。コメを粉にしてから麺にしたもの。中国南部、台湾、東南アジアなどで広く食べられている。
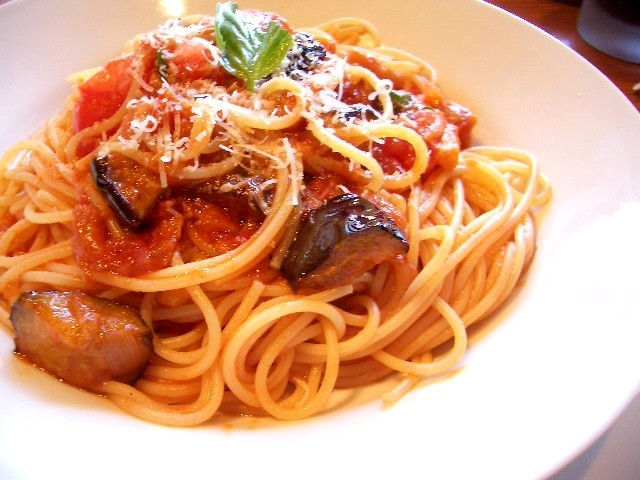
パスタ
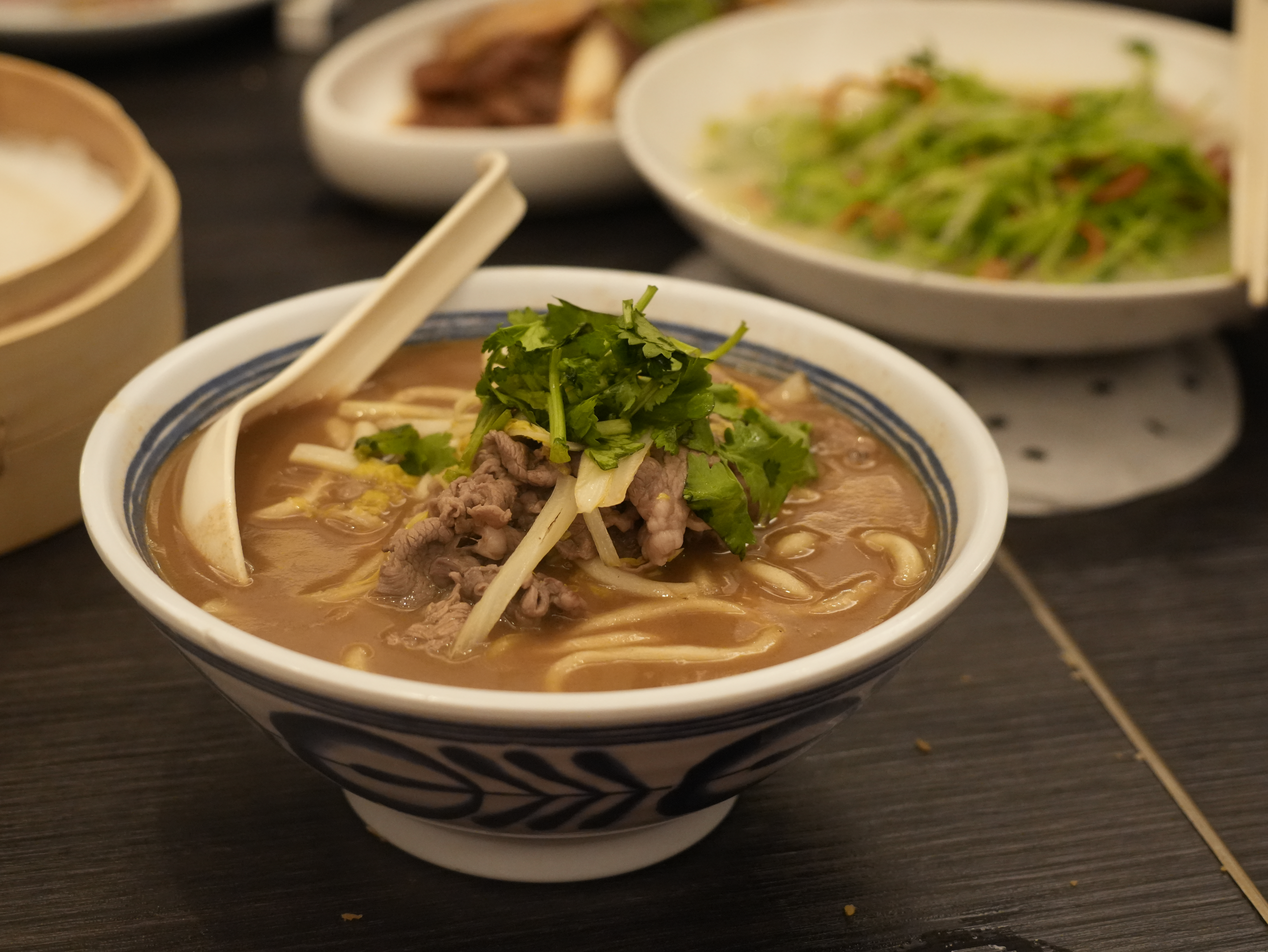
中国北部の麺類
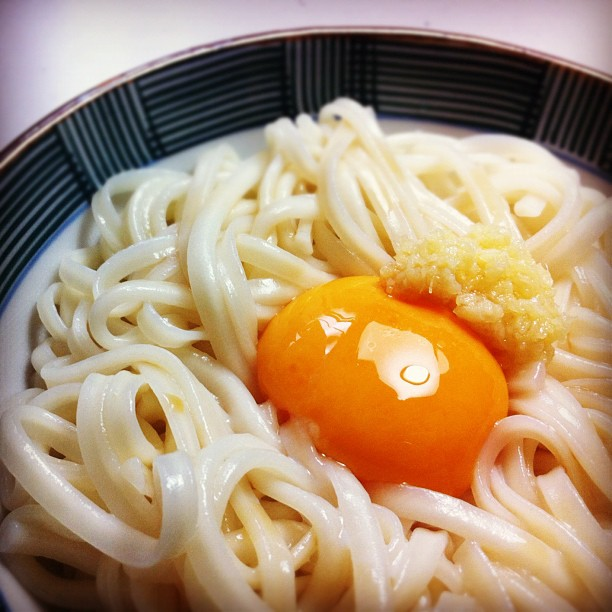
日本のうどん
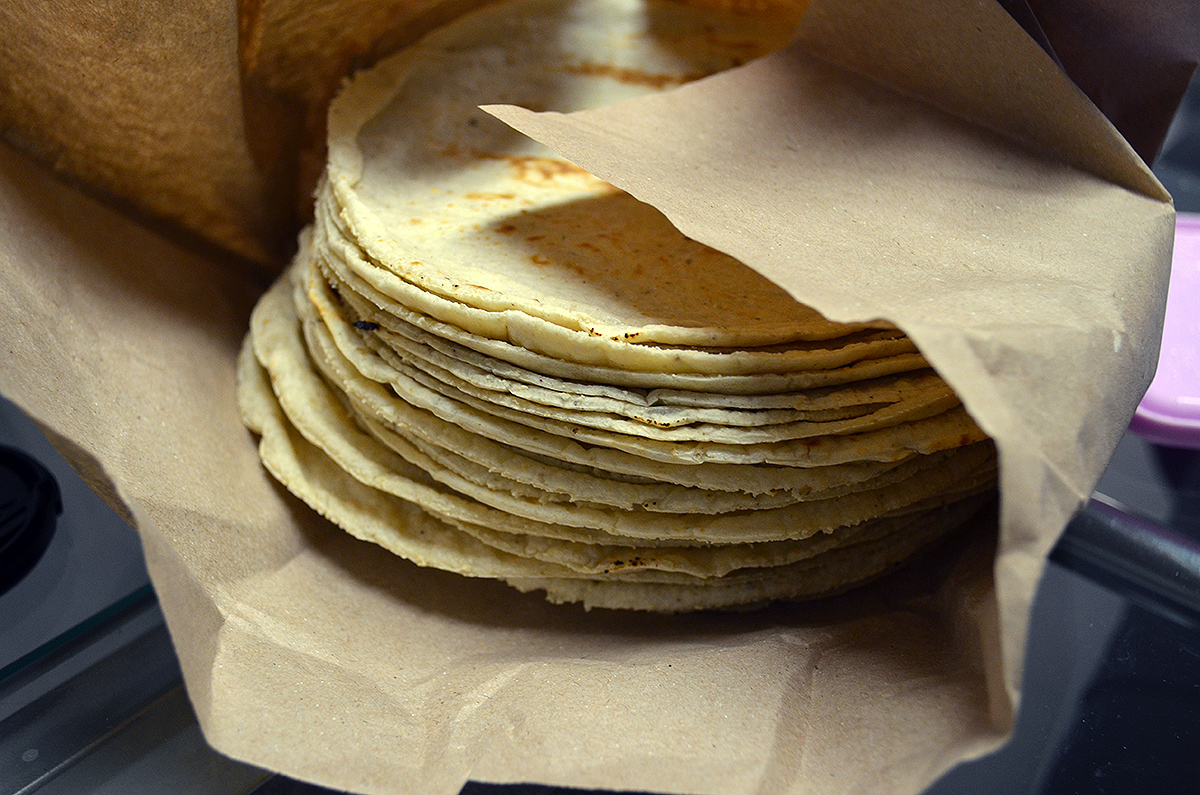
トウモロコシのトルティーヤ。メキシコでは主食。
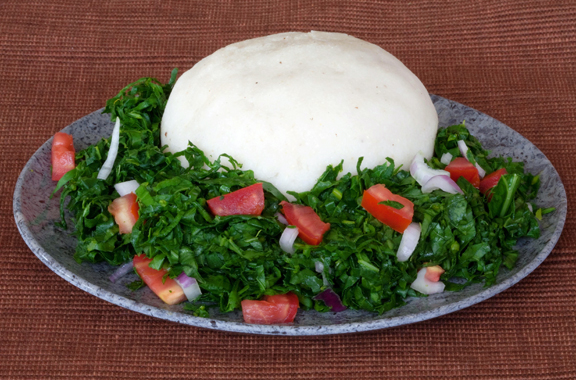
トウモロコシから作ったウガリ
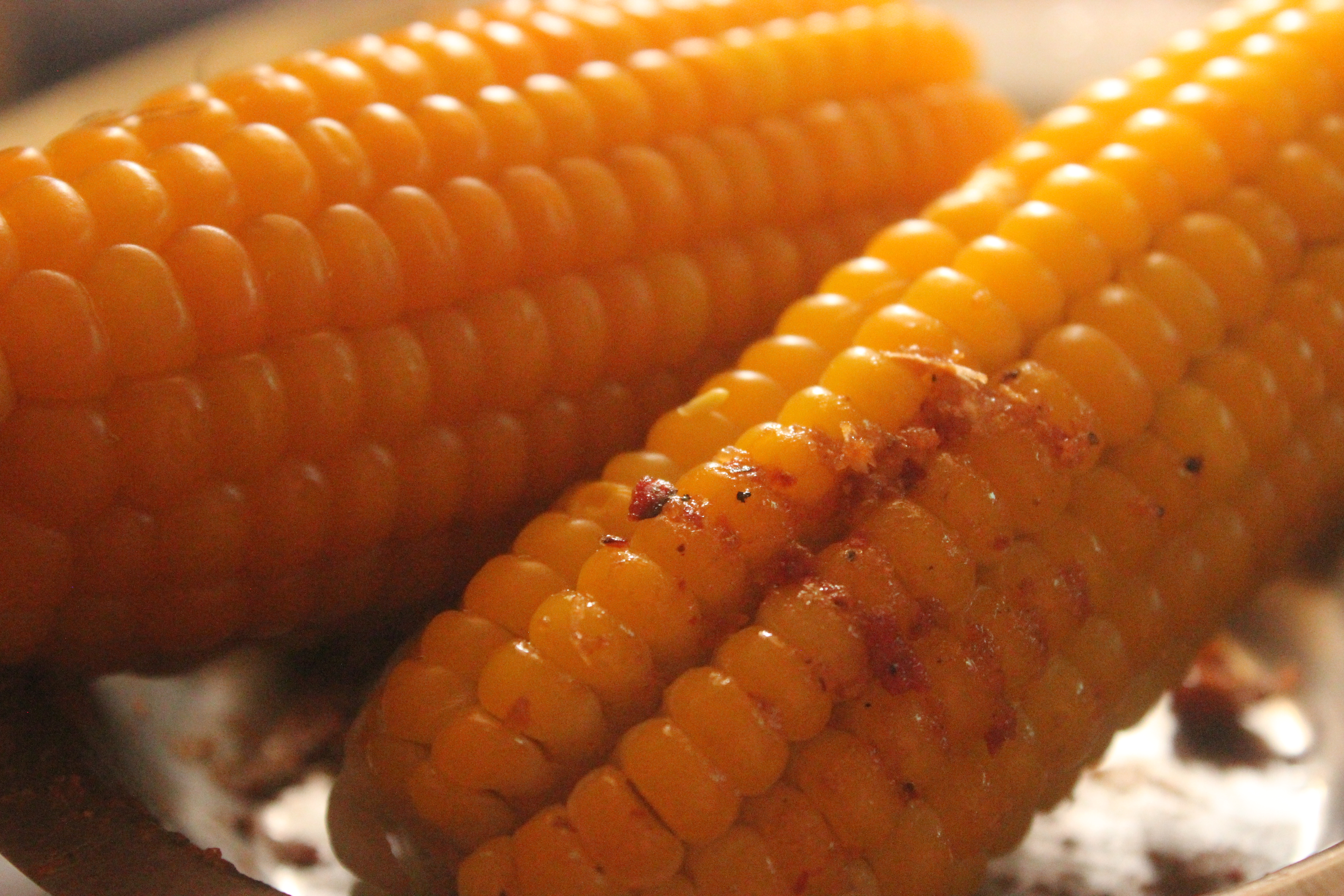
茹でトウモロコシ。世界各地で食されている。
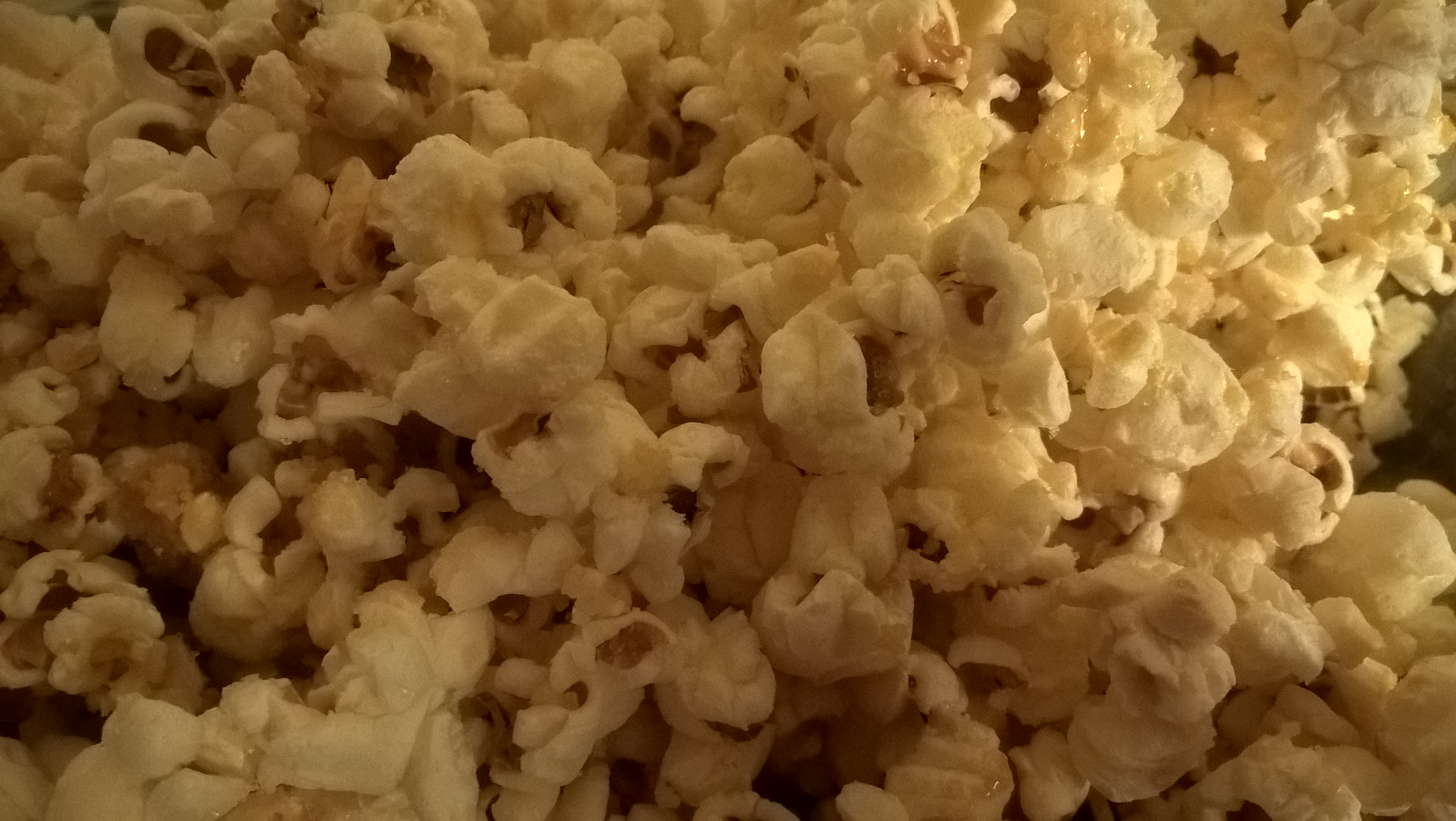
ポップコーン

### 飼料
穀物は飼料としても古くから盛んに使用されてきた。穀物は飼料としては、牧草などの粗飼料と対比して濃厚飼料と呼ばれ、栄養価が高く近代的な畜産には不可欠なものである。飼料用としてもっとも重要な穀物はトウモロコシである。トウモロコシは中南米やアフリカにおいては主食としても使用されるものの、主な用途は消費の64%を占める飼料用である。この他、かつてはウマの飼料としてエンバクが非常に重要な飼料用作物であったが、第一次世界大戦後に軍用や輸送用のウマの需要が激減し、これにともなって飼料作物としてのエンバクの需要も激減して、栽培も少なくなった。ただし、現代においてもウマの飼育においてはエンバクはもっとも重要な飼料の一つである。この他、オオムギの飼料向け割合も高い。また、モロコシもアフリカや南アジアを除いては飼料用の利用がほとんどを占める。

### 醸造
穀物はそのまま食料として用いるほか、様々な食品に加工されても使用される。主食用以外の穀物用途で最も重要なものは、穀物を発酵させて醸造し、酒を造ることである。穀物は果実と並び醸造酒の原料として広く用いられるものである。たとえば、オオムギを原料としてビール、コメを原料として日本酒が造られている。様々な種類の酒が各民族によって作られてきた。穀物の中で醸造用としての用途が特に大きな割合を占める穀物としては、ビールの原料であるオオムギが挙げられる。
穀物は酢酸の原料として用いることも可能であり、例えば米酢のように実際に穀物から作られている酢も存在する。このように、穀物は調味料の原料として用いられることもある。

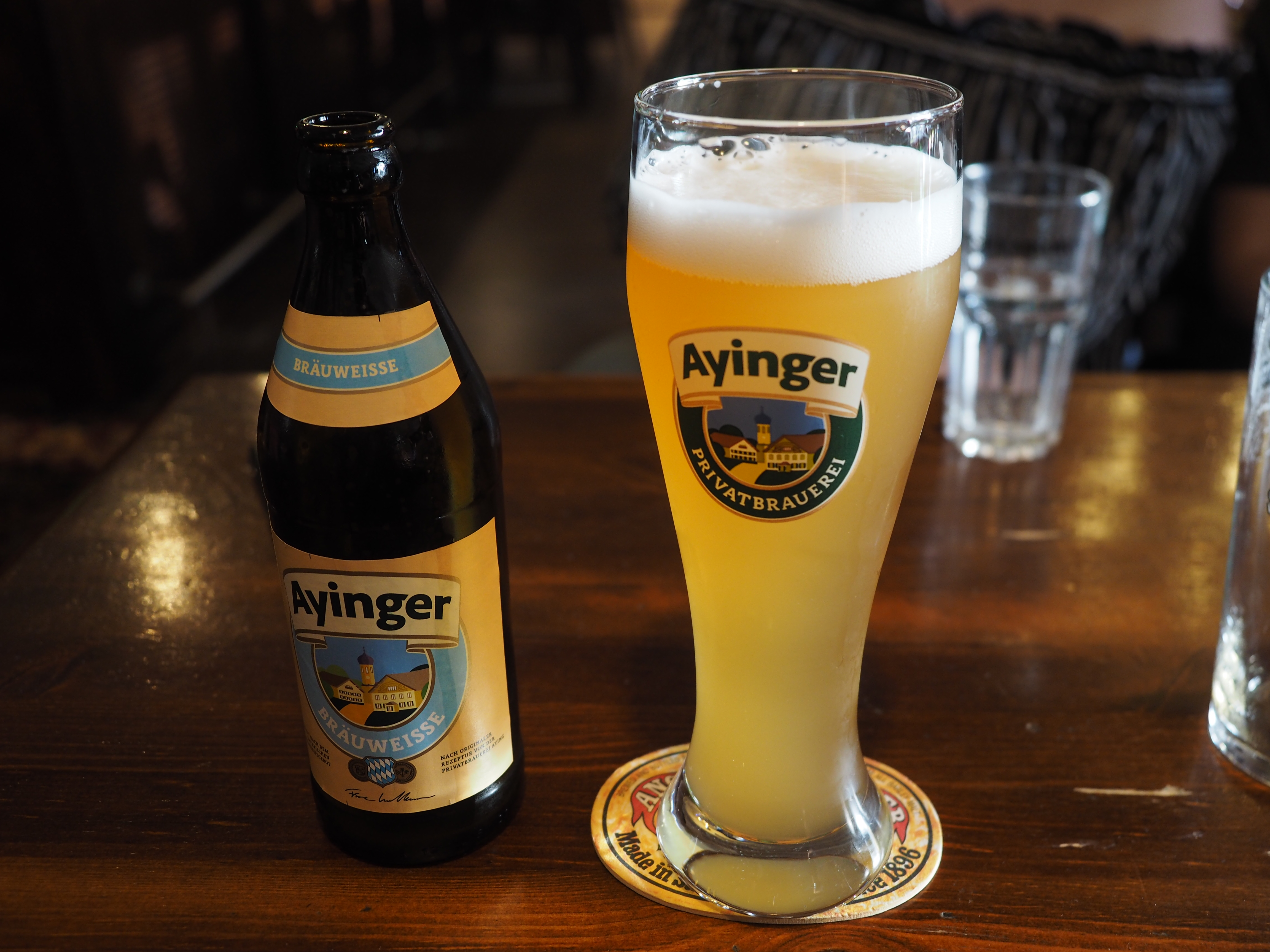
ビール。主に大麦を原料とする。
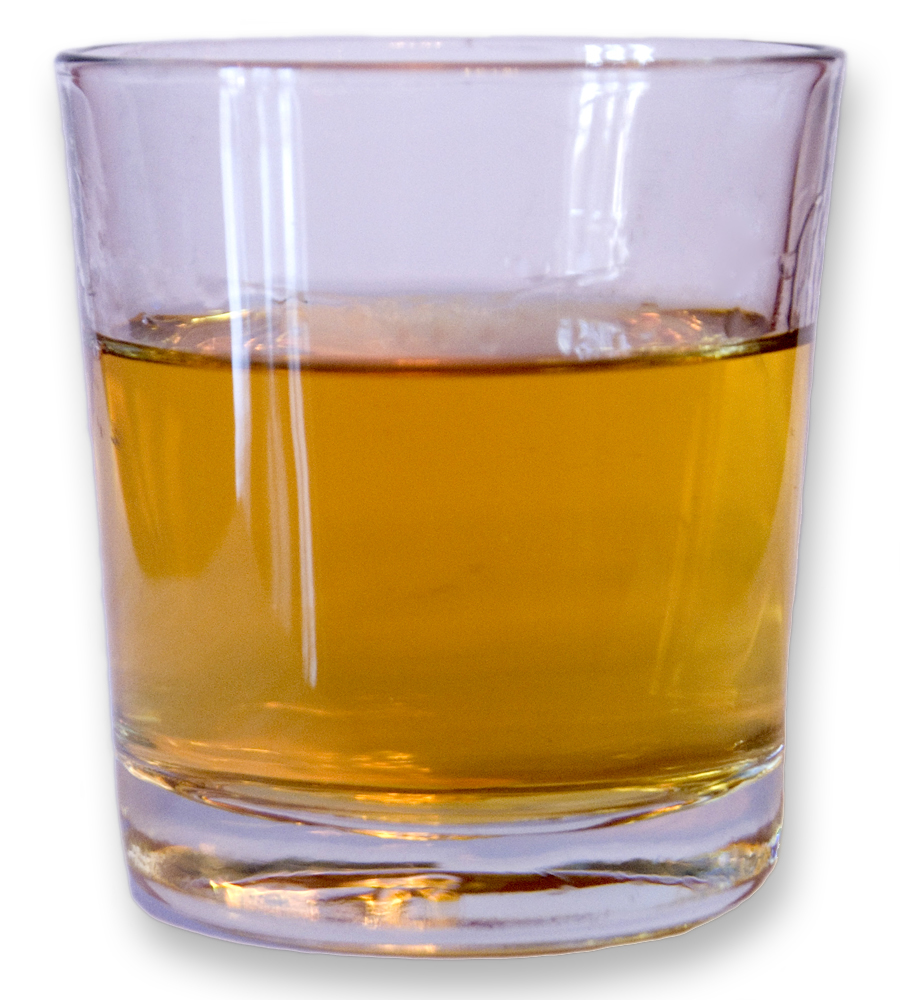
ウイスキー。大麦、ライ麦、トウモロコシなどを原料とする。
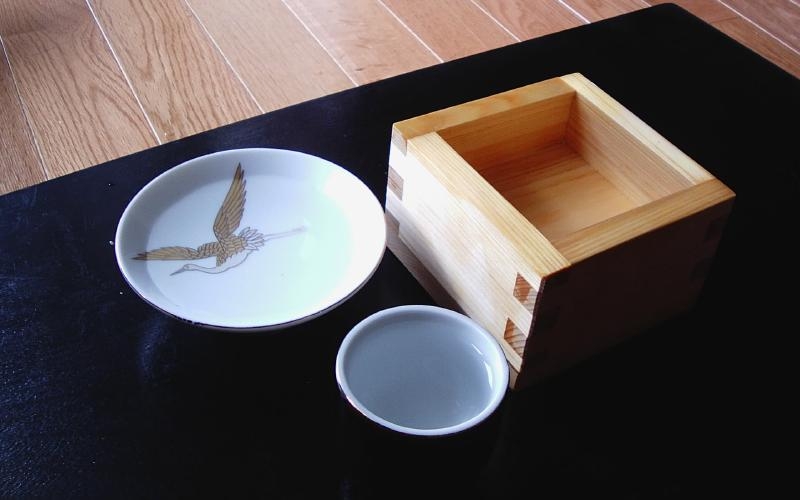
日本酒。コメを原料とする。

### その他
コーン油や米糠から取る米油などのように、一部の穀物は食用油の生産にも使われている。デンプンは糖化と異性化によって水飴、コーンシロップのような甘味料に分解できる。醸造・バイオマスエタノールはこの糖化を挟む。
2000年代には、穀物を醸造して得られるエタノールをアルコール燃料（バイオマスエタノール）として、機械装置の動力に利用する研究と実用化も進んでいたが、このバイオマスエタノール生産の急成長は穀物価格の急上昇を招き、2007年-2008年の世界食料価格危機の主因の一つとなるなど問題が発生したことから、2015年頃からバイオマスエタノール利用は大きく鈍化している。なお穀物由来のバイオエタノールの主要生産国はアメリカで、主にトウモロコシから生産を行っている。
種を収穫した後の残部も広く使用され、たとえば米の茎部分である藁は工芸材料として広く利用されるほか、籾殻も充填材として利用される。コムギの藁は敷き藁などに利用され、またトウモロコシの茎は燃料や製紙原料として利用される。

## 日本と穀物
特に生産量が多く主食として扱われることも多いイネ、ムギ類、トウモロコシを除く、その他の穀物を雑穀と呼んで区別することもある。中国や日本においては、特に主要な五種の穀物を五穀と呼び重視してきた。この五穀の内容は時代や書物によって様々であり、主要穀物の総称としての意味合いが強かった。現代日本においては、コメ、ムギ、アワ、マメ、キビまたはヒエを指して五穀と呼ぶことが多い。

## 種類

### 禾穀類（イネ科）
- 米（イネ）
  - サティバ種（アジアイネ）
    - ジャポニカ種（日本型、温帯島嶼型、短粒種）
    - ジャバニカ種（ジャワ型、熱帯島嶼形、大粒種）
    - インディカ種（インド型、大陸型、長粒種）

  - グラベリマ種（アフリカイネ）
  - ネリカ（アジアイネとアフリカイネの種間雑種）
- トウモロコシ（トウキビ）
- 麦類
  - オオムギ（大麦）
    - モチムギ（オオムギのモチ種）
    - ハダカムギ（オオムギの変種）

  - コムギ（小麦）
  - ライムギ（ライ麦）
  - カラスムギ
  - エンバク（カラス麦の栽培品種、オーツ麦とも）
  - ハトムギ（種子ではなく果実である）
- キビ
- アワ
- ヒエ
- モロコシ（タカキビ、コウリャン、ソルガム）
- シコクビエ
- トウジンビエ
- テフ
- フォニオ
- コドラ（コードンビエ）
- マコモ（野生植物と栽培植物の中間）

### 菽穀類（マメ科）
- ダイズ
- アズキ
- リョクトウ
- ササゲ
- インゲンマメ
- ライマメ
- ラッカセイ
- エンドウ
- ソラマメ
- レンズマメ
- ヒヨコマメ
- レンズマメ（ヘントウ）
- ベニバナインゲン
- ケツルアズキ
- モスビーン
- テパリービーン
- タケアズキ
- フジマメ
- ホースグラム(英: Macrotyloma uniflorum)
- バンバラマメ
- ゼオカルパマメ
- キマメ
- ナタマメ
- タチナタマメ
- グラスピー(英: Lathyrus sativus)
- クラスタマメ
- シカクマメ
- ハッショウマメ(英: Mucuna pruriens)
- イナゴマメ
- ルピナス
- タマリンド

### その他擬似穀類
- ソバ
- ダッタンソバ
- アマランス（アマランサス、センニンコク）
- キヌア